# Carlo Saverio Belli
Carlo Saverio Belli (Domodossola, 25 maggio 1852 – Torino, 7 aprile 1919) è stato un botanico e micologo italiano.
| Belli è l'abbreviazione standard utilizzata per le piante descritte da Carlo Saverio Belli. Consulta l'elenco delle piante assegnate a questo autore dall'IPNI. |